# Aphelenchoides nonveilleri
Aphelenchoides nonveilleri is een rondwormensoort uit de familie van de Aphelenchoididae. De wetenschappelijke naam van de soort is voor het eerst geldig gepubliceerd in 1959 door Andrássy.